# Castelo de Nisa
O Castelo de Nisa, também referido como Porta de Montalvão, Porta da Vila e restos da muralha da vila de Nisa,  localiza-se na freguesia de Espírito Santo, Nossa Senhora da Graça e São Simão, na vila e no Município de Nisa, no Distrito de Portalegre, no Alentejo, em Portugal.
O que resta do Castelo de Nisa está classificado como Monumento Nacional desde 1922.

## História

### Antecedentes
Nisa sucedeu, em fins do século XIII, à chamada Nisa-a-Velha, a Nordeste da atual, sobre a elevação onde atualmente se ergue a Capela de Nossa Senhora da Graça, e cuja primitiva ocupação humana remonta a povos pré-romanos.

### O castelo medieval
Em Nisa-a-Velha existiu um antigo castelo, presumivelmente remontando à época da Reconquista cristã da Península Ibérica, quando a povoação recebeu Carta de Foral em alguma data anterior a 1232, uma vez que neste ano, D. Sancho II (1223-1248), ao conceder foral à vila do Crato refere: "Damus vobis populatoribus tam presentibus quan futuris foros et costumes de Nisa".
Quando da sucessão de D. Afonso III (1248-1279), contestando D. Afonso Sanches os títulos de seu irmão mais velho, D. Dinis (1279-1325), iniciou o reforço das fortificações de seus domínios no Castelo de Vide (1280), contra a vontade do soberano. D. Afonso insistiu, requisitando o auxílio das gentes das vilas da região, entre as quais as de Nisa, que se escusaram, acatando a vontade de D. Dinis. Como retaliação, as forças de D. Afonso invadiram a vila que se recusava a apoiá-lo, incendiando e saqueando as casas, arrasando o castelo e matando muitos habitantes.
Solucionada a crise sucessória, à vista das ruínas da vila, D. Dinis, em demonstração de apreço aos seus leais habitantes, determinou reerguer a vila em lugar próximo, para aí transferindo o nome e a categoria municipal (1290). Com o passar dos séculos fixou-se a toponímia Nisa em oposição a Nisa-a-Velha. A vila e seu castelo tiveram as suas obras a cargo dos cavaleiros da Ordem dos Templários, sob a direção de seu Mestre à época, D. Lourenço Martins. Os trabalhos estariam concluídos seis anos mais tarde (1296). Com a extinção da Ordem, os seus domínios passaram para a Ordem de Cristo (1319).
O seu filho e sucessor, D. Afonso IV (1325-1347), ordenou que as vilas de Castelo Branco e de Nisa erguessem novas muralhas, sendo as obras custeadas com o produto da sisa sobre os cereais, os vinhos, a carne, as sobras dos fundos dos hospitais e gafarias e dos resíduos dos testamentos, tudo da Ordem, até ao montante de 600 libras. Iniciou-se assim, a partir de 1343, a cerca da vila de Nisa.
Durante a crise de 1383-1385, a vila e seu castelo foram das primeiras a apoiar o partido do Mestre de Avis, razão pela qual o soberano lhe outorgou o título de Notável.
No início do século XVI, sob o reinado de D. Manuel I (1495-1521), o seu conjunto defensivo encontra-se descrito minuciosamente num termo referente aos bens da Comenda de Nisa, datado de 1505, sensívelmente o mesmo retratado por Duarte de Armas (Livro das Fortalezas, c. 1509). Neste período, a vila recebeu o Foral Novo passado pelo soberano (1512), atualmente no arquivo da Câmara Municipal.
À época da Dinastia Filipina, Filipe II de Portugal (1598-1621) confirmou o título de Notável à vila.

### Doséculo XVIIIaos nossos dias
Quando da Guerra da Sucessão da Espanha, a vila foi ocupada durante alguns dias pelas tropas espanholas (Junho de 1704), que causaram estragos às suas defesas. Posteriormente, o desenvolvimento urbano também cobrou o seu preço, de tal modo que um inquérito datado de 1827, já lhe aponta a ruína das defesas.
As ruínas do castelo foram classificadas como Monumento Nacional por Decreto publicado em 4 de Julho de 1922.

## Características
Pouco restou do conjunto defensivo do século XVI, constituído por uma extensa muralha de granito reforçada por torres, dominada pela Torre de Menagem, com uma barbacã. Atualmente restam-nos alguns troços das antigas muralhas, onde se abrem duas das seis portas primitivas:
- a Porta da Vila, em arco de volta redonda, flanqueada por dois torreões ameados; e
- a Porta de Montalvão, em arco apontado, junto a outra torre.